# جانا بيتمان
جانا بيتمان راولنسون (بالإنجليزية: Jana Pittman-Rawlinson)‏ هي عدائة مسافات قصيرة أسترالية ولدت في يوم 9 نوفمبر 1982 في مدينة سيدني في أستراليا، إختصت بيتمان في سباقات ال400 متر و400 متر حواجز، أبرز إنجازاتها هو فوزها بالميدالية الذهبية في سباق 400 متر حواجز في بطولة العالم لألعاب القوى 2007 في أوساكا في اليابان وأيضاً فازت بالميدالية الذهبية في بطولة العالم لألعاب القوى 2003 في باريس في نفس المنافسة.

## روابط خارجية
- جانا بيتمان على موقع الاتحاد الدولي لألعاب القوى (الإنجليزية)
- جانا بيتمان على موقع النتائج التاريخية لألعاب القوى الأسترالية (الإنجليزية)
- جانا بيتمان على موقع IBSF (الإنجليزية)
- جانا بيتمان على موقع اللجنة الأولمبية الدولية (الإنجليزية)
- جانا بيتمان على موقع أوليمبيديا (الإنجليزية)
- جانا بيتمان على موقع اللجنة الأولمبية الأسترالية (الإنجليزية)
- جانا بيتمان على موقع اتحاد ألعاب الكومنولث (مؤرشف) (الإنجليزية)
- جانا بيتمان على موقع دورة ألعاب الكومنولث 2006 (مؤرشف) (الإنجليزية)
- جانا بيتمان على موقع قاعة أستراليا للمشاهير الرياضية (الإنجليزية)